# Ménilles
Ménilles és un municipi francès situat al departament de l'Eure i a la regió de Normandia. L'any 2007 tenia 1.501 habitants.

## Demografia

### Població
El 2007 la població de fet de Ménilles era de 1.501 persones. Hi havia 595 famílies de les quals 126 eren unipersonals (51 homes vivint sols i 75 dones vivint soles), 215 parelles sense fills, 222 parelles amb fills i 32 famílies monoparentals amb fills.
La població ha evolucionat segons el següent gràfic:
Habitants censats

### Habitatges
El 2007 hi havia 692 habitatges, 596 eren l'habitatge principal de la família, 61 eren segones residències i 35 estaven desocupats. 629 eren cases i 61 eren apartaments. Dels 596 habitatges principals, 441 estaven ocupats pels seus propietaris, 143 estaven llogats i ocupats pels llogaters i 13 estaven cedits a títol gratuït; 31 tenien dues cambres, 128 en tenien tres, 185 en tenien quatre i 252 en tenien cinc o més. 489 habitatges disposaven pel capbaix d'una plaça de pàrquing. A 242 habitatges hi havia un automòbil i a 305 n'hi havia dos o més.

### Piràmide de població
La piràmide de població per edats i sexe el 2009 era:
| Homes | Edats   | Dones |
| ----- | ------- | ----- |
| 0     | 95 o +  | 0     |
| 0     | 90 a 94 | 2     |
| 4     | 85 a 89 | 11    |
| 4     | 80 a 84 | 12    |
| 12    | 75 a 79 | 23    |
| 28    | 70 a 74 | 20    |
| 28    | 65 a 69 | 33    |
| 38    | 60 a 64 | 38    |
| 44    | 55 a 59 | 37    |
| 70    | 50 a 54 | 57    |
| 51    | 45 a 49 | 59    |
| 49    | 40 a 44 | 62    |
| 49    | 35 a 39 | 46    |
| 55    | 30 a 34 | 49    |
| 34    | 25 a 29 | 38    |
| 38    | 20 a 24 | 28    |
| 47    | 15 a 19 | 56    |
| 55    | 10 a 14 | 42    |
| 50    | 5 a 9   | 38    |
| 41    | 0 a 4   | 33    |

## Economia
El 2007 la població en edat de treballar era de 950 persones, 687 eren actives i 263 eren inactives. De les 687 persones actives 632 estaven ocupades (326 homes i 306 dones) i 56 estaven aturades (28 homes i 28 dones). De les 263 persones inactives 134 estaven jubilades, 64 estaven estudiant i 65 estaven classificades com a «altres inactius».

### Ingressos
El 2009 a Ménilles hi havia 615 unitats fiscals que integraven 1.582 persones, la mediana anual d'ingressos fiscals per persona era de 20.553 €.

### Activitats econòmiques
Dels 71 establiments que hi havia el 2007, 1 era d'una empresa alimentària, 1 d'una empresa de fabricació de material elèctric, 7 d'empreses de fabricació d'altres productes industrials, 16 d'empreses de construcció, 6 d'empreses de comerç i reparació d'automòbils, 2 d'empreses de transport, 4 d'empreses d'hostatgeria i restauració, 2 d'empreses d'informació i comunicació, 2 d'empreses financeres, 6 d'empreses immobiliàries, 15 d'empreses de serveis, 5 d'entitats de l'administració pública i 4 d'empreses classificades com a «altres activitats de serveis».
Dels 18 establiments de servei als particulars que hi havia el 2009, 1 era una oficina de correu, 4 paletes, 2 guixaires pintors, 1 fusteria, 2 lampisteries, 2 electricistes, 1 perruqueria, 2 restaurants, 1 agència immobiliària i 2 salons de bellesa.
Dels 2 establiments comercials que hi havia el 2009, 1 era una botiga de més de 120 m² i 1 una botiga de menys de 120 m².
L'any 2000 a Ménilles hi havia 8 explotacions agrícoles que ocupaven un total de 350 hectàrees.

## Equipaments sanitaris i escolars
L'únic equipament sanitari que hi havia el 2009 era una farmàcia.
El 2009 hi havia 1 escola maternal i 1 escola elemental.

## Poblacions més properes
El següent diagrama mostra les poblacions més properes.